# Maison Fuchs
La maison Fuchs (Дом Фукса) est un édifice historique de Kazan en Russie situé dans le centre historique. Elle se trouve à l'angle de la rue de Moscou (Moskovskaïa) et de la rue Galiasgar Kamal et fait partie du patrimoine protégé de la ville.
Karl Friedrich Fuchs, professeur à l'université de Kazan, médecin et ethnographe, vécut dans cette maison dans la première moitié du XIXe siècle.

## Histoire

### Maison de Fuchs
Cette maison a été construite rue de Moscou au début du XIXe siècle dominée par un belvédère et représente un des premiers exemples du classicisme à Kazan.
La maison est achetée en 1812 par le médecin et homme de science Karl Friedrich Fuchs. Fuchs tout en étant professeur de sciences naturelles et de botanique à l'université ouvrit alors son cabinet de médecine dans cette maison.
La femme de Fuchs, Alexandra Andreïevna, y tint un salon littéraire où venaient entre autres le fameux savant Alexander von Humboldt, les scientifiques August von Haxthausen, Matthias Castrén et Nikolaï Lobatchevski, les poètes Alexandre Pouchkine, Vassili Joukovski, Evgueni Boratynski, le peintre Lev Krioukov, l'éditeur Mikhaïl Rybouchkine, le haut-fonctionnaire Mikhaïl Speranski, le khan Djanguir, le gouverneur de Kazan Sergueï Chipov, le gouverneur militaire d'Orenbourg, Grigori Volkonski,.
En plus de son cabinet, Karl Fuchs avait une grande bibliothèque, une galerie d'art et même une petite ménagerie dans la cour.

### Histoire ultérieure
Après la mort de Fuchs, la maison est achetée par le négociant Nikolaï Erlykine, puis Prokhore Serov. En 1851, la maison est réaménagée par l'architecte Alexandre Peszke qui ôte le belvédère et ajoute des éléments historicistes éclectiques, tandis que des boutiques sont ouvertes au rez-de-chaussée,. C'est alors la maison la plus coûteuse de la rue.
Dans la seconde moitié du XXe siècle, un magasin d'État de jardinage y fonctionne et installe de grandes vitrines et démolit les bâtiments de la cour. Les étages sont divisés en appartements. Elle reçoit le statut de maison historique du patrimoine en 1997.
La maison est vidée de ses habitants au tournant du XXIe siècle et tombe petit à petit en décrépitude.

### Restauration

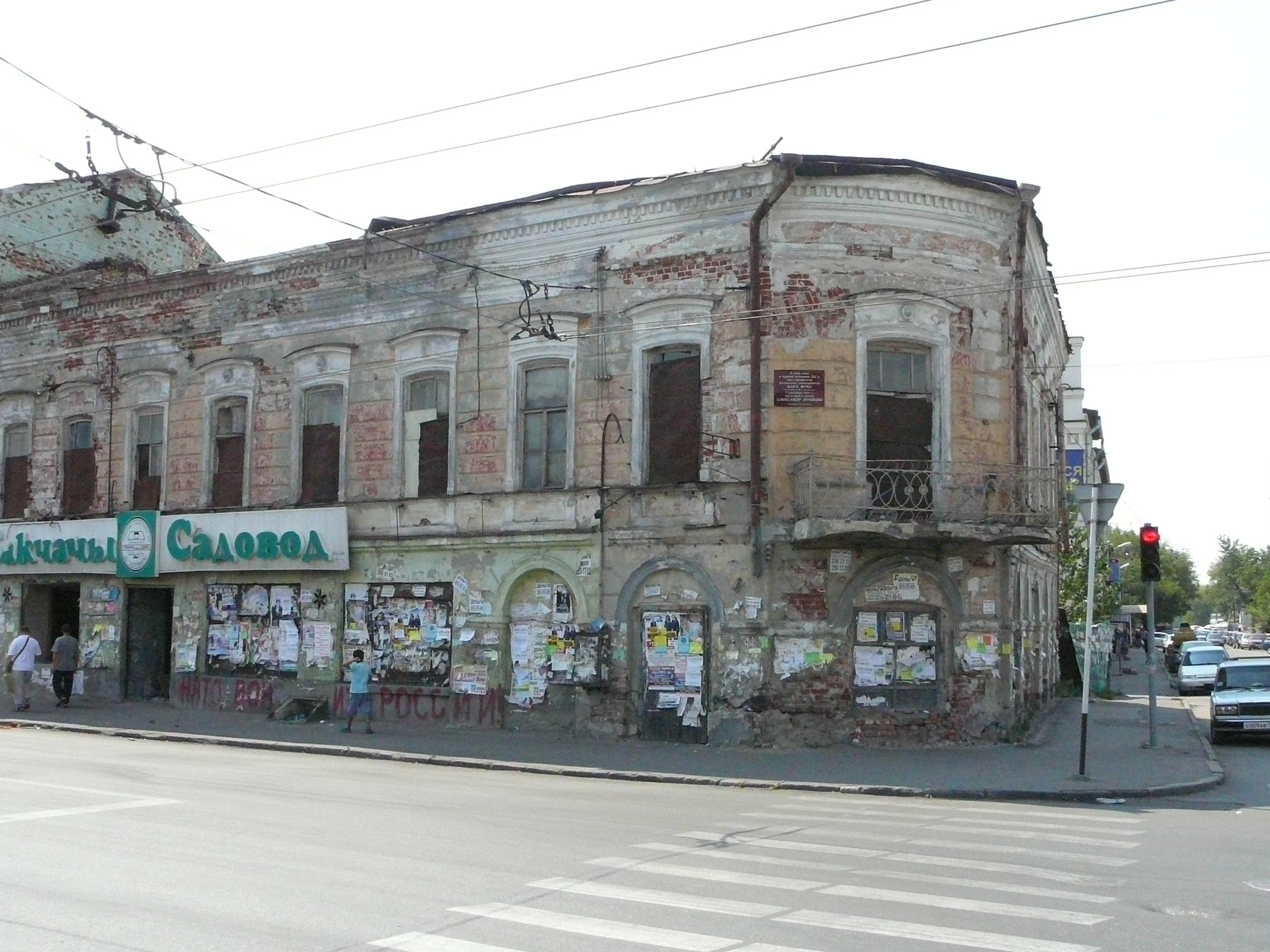
Avant restauration.

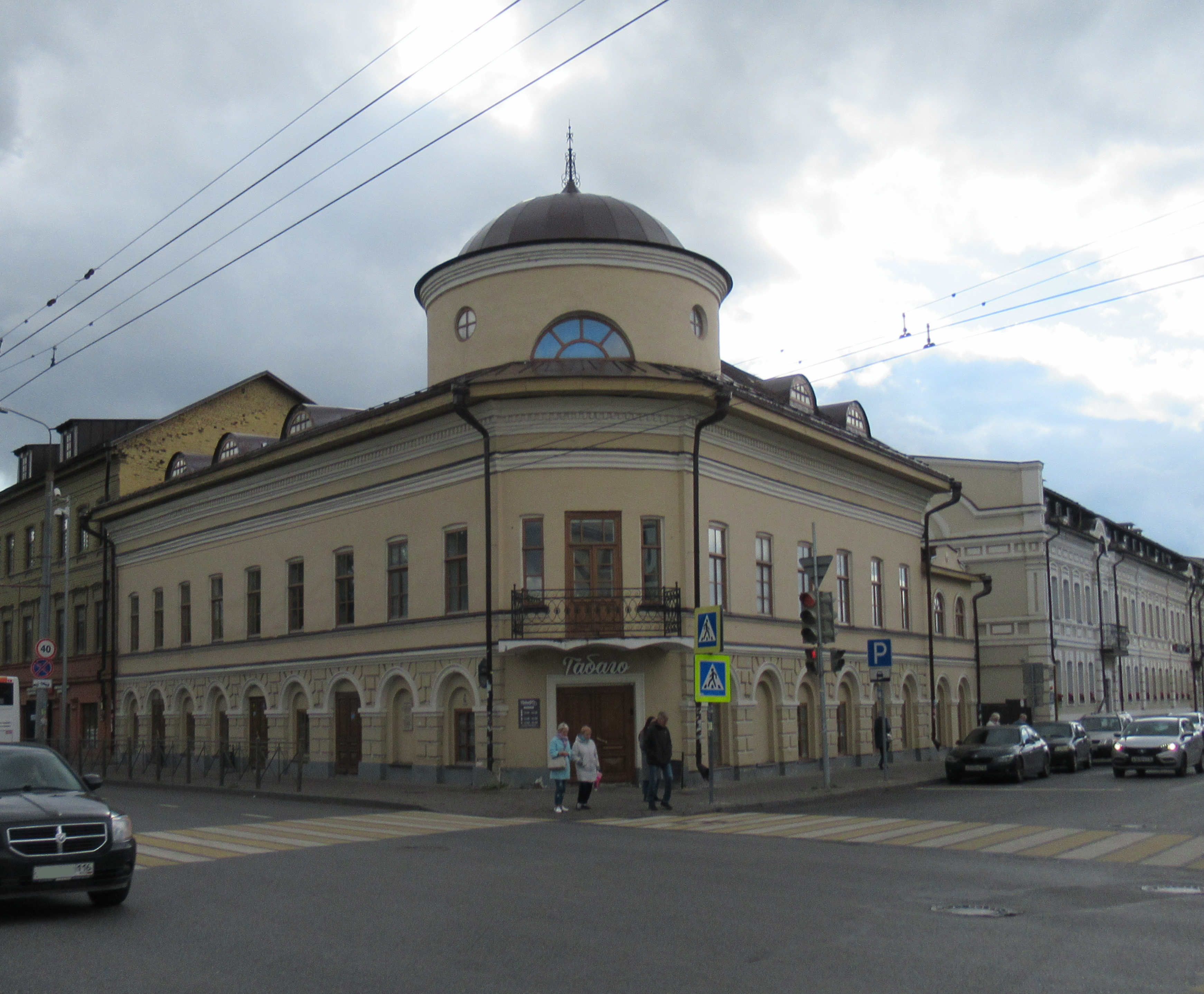
58 rue de Moscou.

Les autorités municipales donnent en 2002 le bâtiment en location à la société Niva pour cinq ans à condition de procéder à des restaurations, mais celles-ci s'interrompent rapidement. Une décision de 2007 du tribunal oblige les autorités de l'arrondissement à procéder à des travaux. Elle est acquise en décembre 2010 par la compagnie Arden dans l'intention de la démolir et de construire une copie plus moderne. Ne recevant pas d'autorisation, Arden préfère revendre. La maison n'est complètement restaurée (avec le belvédère) et habitée qu'en 2019.